# Honda RC181
La Honda RC181 (o RC 181 500) è un motociclo da competizione prodotto dalla casa motociclistica giapponese Honda tra il 1966 e 1967.
La RC181 è stata la prima moto della casa nipponica che ha corso nella classe 500 cc del motomondiale, correndo nelle stagioni 1966 e 1967.

## Descrizione e contesto

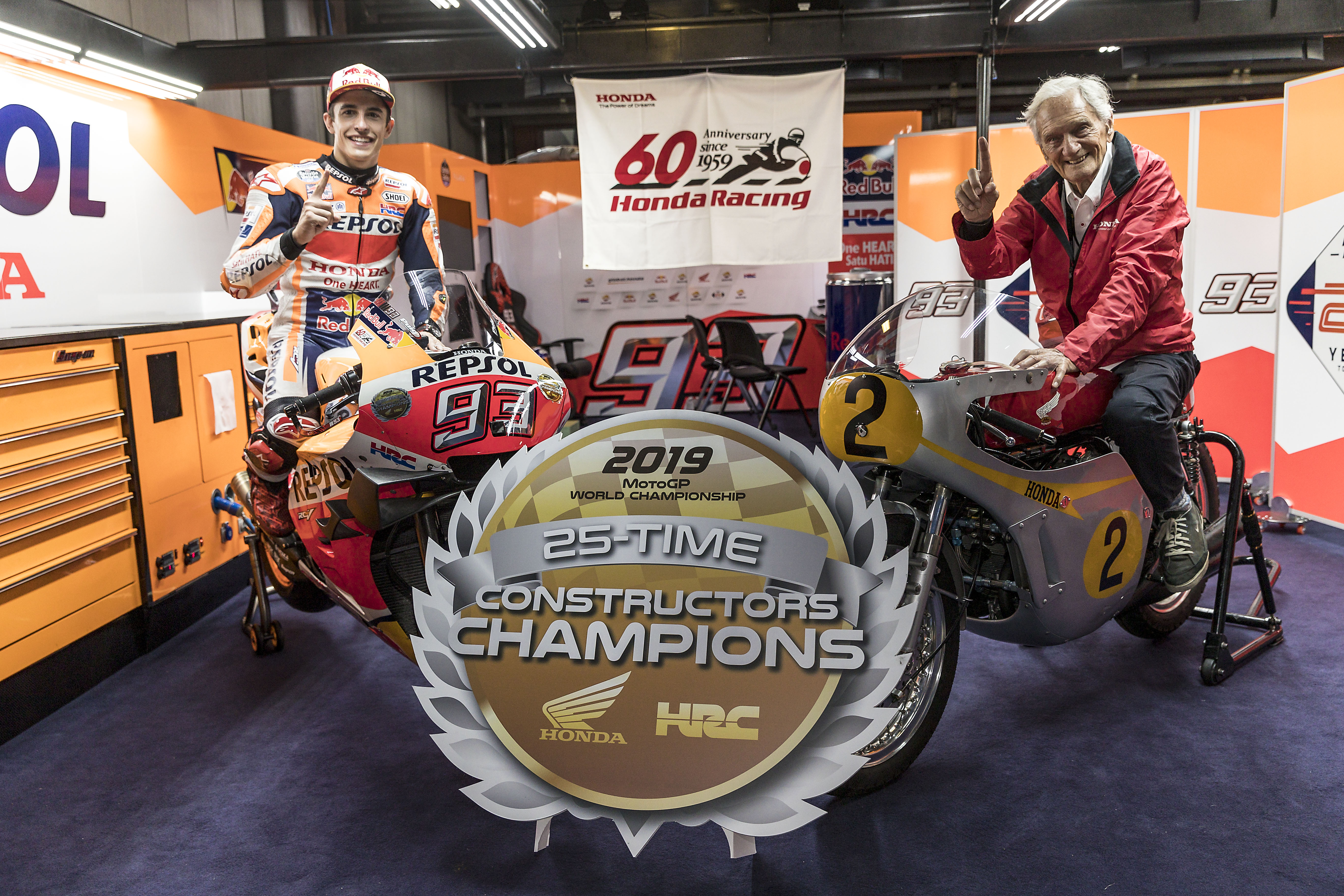
A destra, Jim Redman su RC 181 a Motegi nel 2019

La moto, che è stata realizzata esclusivamente per impiego nelle competizioni, fa parte della famiglia RC ed è dotata di un propulsore dalla cilindrata di 489,9 cm³ a quattro cilindri con distribuzione a doppio albero a camme in testa con 16 valvole. Il quattro cilindri ha un alesaggio di 57 mm e una corsa di 48 mm.

## Attività sportiva
La moto debuttò nel 1966 e vinse cinque gare su nove in quella stagione, tre con Mike Hailwood e due con Jim Redman. Hailwood arrivò secondo nella classifica del campionato dietro a Giacomo Agostini su MV Agusta. La Honda vinse però con la moto il campionato costruttori.
La stagione successiva Hailwood concluse di nuovo secondo in campionato a pari punti con il vincitore Agostini. Alla fine della stagione 1967 la Honda si ritirò dal Motomondiale. Nelle due stagioni in cui partecipò nella classe 500 cc, la Honda RC181 vinse dieci gare su diciannove disputate.